# (4931) Tomsk
(4931) Tomsk (1983 CN3) – planetoida z pasa głównego asteroid okrążająca Słońce w ciągu 4,14 lat w średniej odległości 2,58 j.a. Odkryta 11 lutego 1983 roku.